# Стеклейн, Тайн
Тайн Стеклейн (англ. Tyne Stecklein; род. 11 августа 1988, Орора) — американская актриса и танцовщица.

## Биография
Тайн Элайза Стеклейн родилась 11 августа 1988 года в городе Орора, штат Колорадо, США. С трех лет Тайн занималась танцами с несколькими преподавателями, в том числе в Нью-Йорке и Лос-Анджелесе. Имеет несколько наград в соревнованиях по танцам.
После окончания средней школы, Тайн переехала в Лос-Анджелес для продолжения профессиональной карьеры в танцах. В 17 лет она уже работала ассистентом преподавателя одной из танцевальных студий Лос-Анджелеса. В 2007 году дебютировала в кино.
В 2009—2010 годах Тайн в качестве танцовщицы должна была участвовать в туре «This Is It», который не состоялся из-за смерти Майкла Джексона. В 2010 году снялась в фильме «Бурлеск».
27 августа 2011 года вышла замуж за танцора Кори Андерсона.
В 2013 году она приняла участие в 17 сезоне шоу «Танцы со звёздами», где вместе со своим партнёром Биллом Найем, заняла 11 место.

## Фильмография
| Год  |     | Русское название                                | Оригинальное название                                  | Роль                      |
| ---- | --- | ----------------------------------------------- | ------------------------------------------------------ | ------------------------- |
| 2007 | в   | Классный мюзикл: Концерт                        | High School Musical: The Concert - Extreme Access Pass | танцовщица                |
| 2007 | тф  | Классный мюзикл: Каникулы                       | High School Musical 2                                  | танцовщица                |
| 2009 | ф   | Папе снова 17                                   | 17 Again                                               | чирлидер                  |
| 2009 | ф   | Слава                                           | Fame                                                   | танцовщица                |
| 2010 | с   | C.S.I.: Место преступления                      | CSI: Crime Scene Investigation                         | девушка в клубе           |
| 2010 | ф   | Бурлеск                                         | Burlesque                                              | Джесси                    |
| 2011 | ф   | Больше, чем секс                                | No Strings Attached                                    | Виктория                  |
| 2011 | с   | Легион экстраординарных танцоров                | The LXD: The Legion of Extraordinary Dancers           | Рина                      |
| 2012 | ф   | Красотка                                        | Beautiful                                              | танцовщица                |
| 2012 | ф   | Рок на века                                     | Rock of Ages                                           | девушка из тусовки Стейси |
| 2012 | ф   | Грязная кампания за честные выборы              | The Campaign                                           | танцовщица                |
| 2012 | с   | Настоящая кровь                                 | True Blood                                             | танцовщица Лилианн        |
| 2012 | ф   | Умопомрачительные фантазии Чарли Свона Третьего | A Glimpse Inside the Mind of Charles Swan III          | Пенни                     |
| 2013 | ф   | Гензель и Гретель                               | Hansel and Gretel                                      | Меган                     |
| 2013 | с   | Следствие по телу                               | Body of Proof                                          | Скайлер Грин              |
| 2013 | тф  | Глупые девушки                                  | Dumb Girls                                             | девственница              |
| 2013 | кор | Это так расслабляет: Выбери фильм               | That's So Relatable: Pick a Movie                      | Линдси                    |
| 2014 | с   | Компаньоны                                      | Franklin & Bash                                        | девушка №2                |
| 2014 | ф   | Платиновый танец                                | Platinum the Dance Movie                               | Хоуп                      |
| 2014 | с   | Остин и Элли                                    | Austin & Ally                                          | Жасмин Фиера              |
| 2014 | кор | Инстаграм: Заголовок истории                    | Instagram: A Caption Story                             | девушка                   |
| 2015 | ф   | Дикий на ночь                                   | Wild for the Night                                     | Шерилин                   |
| 2016 | с   | Более полный дом                                | Fuller House                                           | Мэнди                     |
| 2017 | ф   | Придирка                                        | Chicanery                                              | Соки Флэр                 |